# جو ناكامورا
جو ناكامورا (باليابانية: 中村 豪) (29 نوفمبر 1986 في غيفو في اليابان – )؛ هو لاعب كرة قدم ياباني سابق كان يلعب كلاعب وسط.

## وصلات خارجية
- جو ناكامورا على موقع رابطة كرة القدم اليابانية للمحترفين (اليابانية)
- جو ناكامورا على موقع عالم كرة القدم.نت (الإنجليزية)